# Kaltura
Kaltura es una compañía de software, que ha creado la primera plataforma de código abierto que permite la gestión de video, así como la creación, interacción y colaboración. La plataforma de Kaltura permite integrar, en cualquier página web, las funcionalidades avanzadas e interactivas del rich-media como por ejemplo, búsqueda, ingesta, importación, edición, anotación, remezcla y división de material fotográfico, vídeo, y audio. 
La plataforma contiene también funcionalidades de colaboración que permiten a los grupos de usuarios crear conjuntamente, permite a los editores obtener acceso y sindicar contenido reutilizable a través de Kaltura Network y también tener acceso a los servicios de vídeo conjuntos como video advertising, video editing profesional y printing en DVD.
El código abierto de Kaltura es gratuito y está disponible para los diseñadores de webs, sea en la forma de kit para la creación de extensiones por  plataforma, sea como paquetes de extensión o plug-ins listos para usar en CMS, sitios de blogging y plataformas de colaboración como Drupal, WordPress y MediaWiki.
Después, de su lanzamiento  público en  septiembre de 2007, Kaltura ha ganado  varios  premios y  reconocimientos como el TechCrunch40 People’s Choice award (2007), el Mashable video-sharing ‘Open Web” (2007), el premio TWS "Top 10 Startup", AlwaysOn "Global 250 Winners" (2008), y una nominación en la revista Esquire como la  ‘Empresa Web 3.0 más prometedora’ (2008).
En abril de 2019 Kaltura anunció su intención de desarrollar televisión en la nube con Dativa por un lago de datos dedicado.